# Набіуллін Валей Габейович
Валей Габейович Набіуллін (16 квітня 1914, село Старокучербаєво Уфимської губернії, тепер Благоварського району, Башкортостан, Російська Федерація — 25 грудня 1982, місто Уфа, тепер Башкортостан, Російська Федерація) — радянський державний діяч, голова Ради міністрів Башкирської АРСР. Депутат Верховної ради СРСР 4—5-го скликань.

## Життєпис
Народився в селянській родині. У 1933 році закінчив Міловський сільськогосподарський технікум.
У 1933 році працював агрономом навчального господарства Міловського сільськогосподарського технікуму Башкирської АРСР.
У 1933—1934 роках — агроном, директор Уфимської районної сільськогосподарської станції молоді при Уфимському районному комітеті ВЛКСМ Башкирської АРСР.
У 1934—1936 роках — агроном-насінник Уфимського районного земельного відділу.
У 1936—1938 роках — старший агроном Дмитрієвської машинно-тракторної станції (МТС) Башкирської АРСР.
У 1938—1940 роках — 3-й секретар Башкирського обласного комітету ВЛКСМ; секретар Башкирського обласного комітету ВЛКСМ з кадрів. Член ВКП(б) з 1939 року.
Одночасно, в 1939—1947 роках — голова Верховної ради Башкирської АРСР.
У 1940—1943 роках — 1-й секретар Башкирського обласного комітету ВЛКСМ.
У 1943 році — секретар Башкирського обласного комітету ВКП(б) з тваринництва. У 1943—1945 роках — заступник секретаря Башкирського обласного комітету ВКП(б) з тваринництва — завідувач відділу тваринництва Башкирського обласного комітету ВКП(б).
У 1945—1946 роках — 1-й заступник народного комісара землеробства Башкирської АРСР.
У 1946 році — міністр тваринництва Башкирської АРСР.
У 1946—1949 роках — слухач Вищої партійної школи при ЦК ВКП(б).
У 1949 — квітні 1951 року — міністр сільського господарства Башкирської АРСР.
У квітні 1951 — лютому 1962 року — голова Ради міністрів Башкирської АРСР.
У 1962—1971 роках — начальник лісозаготівельного комбінату «Башліс» Башкирської АРСР.
З 1971 року — персональний пенсіонер у місті Уфі.
Помер 25 грудня 1982 року в місті Уфі.

## Нагороди і звання
- орден Леніна
- орден Трудового Червоного Прапора
- медаль «За трудову доблесть»
- медалі